# クロスナンバーパズル
クロスナンバーパズル(Cross number puzzle 世界文化社が使用)またはマックロ(Mathematics cross ニコリが使用)は、与えられたヒントから盤面に数字を埋めるクロスワードパズルに似たパズルである。

## ルール
- カギに合うように盤面に数字を入れる。
- 数字は上から下に、又は左から右に書く。
- 最上位のマスに0は入らない。

### マックロのルール
ニコリのマックロでは、上のルールの他に以下のルールが追加される。ただし、これらは問題を作る側に課せられるものであり解き手が気にする必要はない。
- 数字は2桁か3桁（盤面が大きい場合には4桁も可）
- 演算は四則演算のみ・項は2つまで
  - 「aの平方根」「bのアナグラム」のようなカギは不可（四則演算ではない）
  - 「c+d+e」「f×2-g」のようなカギは不可（項が3つ）
- カギのタイプ（後述）は統一する

## 例題1
ニコリのマックロ場合、カギは縦に振ってある。
| \| ■ \| 1 \| \| 2 \| ■ \| \| 3 \| \| ■ \| 4 \| 5 \| \| \| ■ \| ■ \| ■ \| \| \| 6 \| 7 \| ■ \| 8 \| \| \| ■ \| 9 \| \| \| ■ \| | 横のカギ - 1.↓3たす↓5 - 3.→9わる↓7 - 4.→8たす4 - 6.→8の5倍 - 8.↓8たす1 - 9.↓5の2倍 | 縦のカギ - 1.xひく3 - 2.yたす10 - 3.xたすy - 5.xの7倍 - 7.x - 8.yわる4 |   |   |
| ■ | 1                                                                                  |                                                                        | 2 | ■ |
| 3 |                                                                                    | ■                                                                      | 4 | 5 |
| | ■                                                                                  | ■                                                                      | ■ |   |
| 6 | 7                                                                                  | ■                                                                      | 8 |   |
| ■ | 9                                                                                  |                                                                        |   | ■ |

## カギの種類
クロスナンバー（マックロ）のカギには大きく分けて2種類のタイプがある。これらは、カギが参照する数字によって分けられる。
マックロではこれらを「理系」「文系」と称して分類している。他に適当な呼称がないため本稿でもこの名称で分類する。
理系
盤面に入る数字を未知数としたカギ。例題1の横のカギがこれにあたる。
文系
盤面にない数字を未知数としたカギ。例題1の縦のカギがこれにあたる。
通常の問題では未知数は x,y のようなただの文字ではなく「太郎の体重・次郎の体重」のような言葉で表されることが多い。
他に未知数を使用しない以下のようなカギがある。これらはニコリのマックロにおいては使用されない。
ノーヒント
縦横の絡みや他のカギを基に解かせるものがある。
カギに「平方数」「素数」など数字の種類だけを書いてすでに判明している数字から当てはまるものを探すものもこの範疇に入る。
雑誌の懸賞問題においては、この数字を答えさせることもある。
クロスワード的なカギ
「～の数」のようにカギから直接数字を導き出すことができるカギ。
下の例題2にこの形式のカギのみで作ったものをあげる。

## 例題2
すべてのカギを一問一答式にし他の数字との絡みを廃すると以下のような問題ができる。
| \| 1 \| 2 \| ■ \| 3 \| \| \| 4 \| \| 5 \| \| ■ \| \| \| ■ \| \| ■ \| 6 \| \| ■ \| 7 \| \| 8 \| \| \| 9 \| \| ■ \| 10 \| \| | 縦のカギ - 1.東京タワーの高さ - 2.俳句の文字数 - 3.ミュージカル『ミュージック・マン』の曲『??本のトロンボーン』 - 5.ナムコの語呂合わせ - 6.11月15日 - 7.歌舞伎・武芸 - 8.東京都の区 | 横のカギ - 1.短歌の文字数 - 3.ソロモンの悪魔 - 4.富士山の高さ - 7.詰将棋『ミクロコスモス』の手数 - 9.茶摘み・ピアノの鍵盤・星座 - 10.西国などの札所 |    |   |
| 1 | 2 | ■ | 3  |   |
| 4 | | 5 |    | ■ |
| | ■ | | ■  | 6 |
| ■ | 7 | | 8  |   |
| 9 | | ■ | 10 |   |

これはクロスナンバーパズルというより「カナの代わりに数字を入れるクロスワードパズル」といえる。